# Амікаль (футбольний клуб)
Футбольний клуб «Амікаль» (англ. Amicale F.C., фр. Amicale F.C., бісл. Amicale F.C.) — вануатський футбольний клуб з Порт-Віли. Виступає у Чемпіонаті Вануату. Домашні матчі приймає на Муніципальному стадіоні, місткістю 6 500 глядачів.

## Досягнення

### Національні
- Національна Суперліга
  - Чемпіон: 2010, 2011, 2012, 2015
- Чемпіонат Вануату
  - Чемпіон: 2009–10, 2010–11, 2011–12, 2012–13, 2013–14, 2014–15

### Міжнародні
- Ліга чемпіонів ОФК
  - Фіналіст: 2010–11, 2013–14.